# Ше (Де Севр)
Ше (фр. Chey) насеље је и општина у западној Француској у региону Поату-Шарант, у департману Де Севр која припада префектури Ниор.
По подацима из 2011. године у општини је живело 618 становника, а густина насељености је износила 28,09 становника/km². Општина се простире на површини од 21,59 km². Налази се на средњој надморској висини од 132 метара (максималној 171 m, а минималној 107 m).

## Демографија
| 1962. | 1968. | 1975. | 1982. | 1990. | 1999. | 2011. |
| ----- | ----- | ----- | ----- | ----- | ----- | ----- |
| 658   | 732   | 634   | 614   | 579   | 590   | 618   |

График промене броја становника у току последњих година